# Fahr ad-Din Jusuf
Fahr ad-Din Jusuf ibn Šaih aš-Šujuh (arabsko فاخر الد بن شيخ الشيوخ), znan tudi kot Fahradin, je bil diplomat in emir mameluške garde ajubidskih sultanov v Egiptu, * pred 1211, † 8. februar 1250 v bitki pri al-Mansuri.

## Križarski pohod cesarja Friderika II.
Fahr ad-Dina je sultan al-Kamil jeseni 1226 prvič poslal na diplomatsko misijo na Sicilijo na dvor cesarja Friderika II., da bi mu preprečil načrtovani križarski pohod v Sveto deželo. Cesar je vztrajal pri izvedbi svojega pohoda. Istočasno je sultan cesarski delegaciji v Egiptu obljubil, da bo cesarju predal Jeruzalem, vendar je to preprečil ugovor njegovega brata al-Muazama iz Damaska, ki je bil vladar mesta.
Spomladi 1227 je Fahr ad-Din ponovno odpotoval na Sicilijo, tokrat da bi povabil cesarja v Palestino k skupnemu zavezništvu proti al-Muazamu. Med pogajanji na Siciliji je Fahr ad-Din postal cesarjev osebni prijatelj, s katerim sta si delila zanimanje za znanost in filozofijo. Fahr ad-Dina je cesar osebno povzdignil v viteza.
Novembra 1227 je al-Muazam umrl in al-Kamil se je povezal s svojim drugim bratom al-Ašrafom proti njunemu nečaku an-Nasir Davudu. Medtem je al-Kamil zavzel Jeruzalem in začel oblegati Damask. Istočasno je cesar Friderik II. s svojo križarsko vojsko priplul v  Palestino. Fahr ad-Dina je sultan ponovno poslal k cesarju, da bi ga odvrnil od nadaljevanja križarske vojne, saj je al-Kamil verjel, da lahko sam osvoji Palestino, ne da bi moral cesarju odstopiti ozemlja. Cesar predloga ni sprejel in izvajal manjše napade na muslimanske položaje. Sultan se jim ni mogel upreti, saj je bil še vedno zaposlen z obleganjem Damaska. Odločil se je skleniti uradni mir s cesarjem.  18. februarja 1228 je bil Fahr ad-Din eden od dveh sultanovih pogajalcev, ki sta s cesarjem v Jaffi podpisala mirovni  sporazum, s katerim je bil Jeruzalem skupaj z drugimi mesti Palestine predan kristjanom.

## Križarski pohod Ludvika Svetega
Leta 1247 je bil Fahr ad-Din poveljnik čet sultana as-Saliha Ajuba v njegovem pohodu skozi Palestino. Junija je osvojil Tiberijo in oktobra Aškelon, katerega mestne utrdbe je uničil.
Leta 1248 je francoski kralj Ludvik IX. Sveti  z veliko križarsko vojsko odplul proti vzhodu. V začetku junija 1249 je njegova vojska pristala na obali Egipta blizu Damiette in presenetila sultana as-Saliha. Kralj Ludvik je svoj cilj skrival do konca. Fahr ad-Din je na čelu vojske pohitel naproti križarjem, vendar pristanka ni mogel  preprečiti. Po drugi bitki se je s svojo vojsko  umaknil v glavno mesto province Ahmoum-Tanah, kjer je bil utaborjen sultan as-Salih z glavnino vojske.  Za njim se je umaknila tudi garnizija iz Damiette in se pridružila glavnini. Križarji so 6. junija 1249 brez boja zavzeli evakuirano Damietto.
Fahr ad-Din je padel v nemilost svojega sultana in bil obsojen na smrt, nakar so njegovi mameluški bojevniki načrtovali upor. Fahr ad-Din jih je iz zvestobe do sultana zadržal in ponovno pridobil sultanovo naklonjenost. Ko je 23. novembra 1249 sultan umrl, je Fahr ad-Din prevzel vrhovno poveljstvo nad četami in zamolčal smrt sultanovega najljubšega sužnja Šajar ad-Durja, dokler ne bi  iz Sirije prišel sultan Turan Šah. Križarji so medtem prodirali proti Kairu in 21. decembra 1249 dosegli mesto al-Mansura, od katerega jih je od Kaira ločil le še rokav Nila. 

## Smrt v bitki pri al-Mansuri
Fahr ad-Din se je z novoustanovljeno vojsko preselil v al-Mansuro in prevzel poveljstvo nad obrambo mesta. 8. februarja 1250 so križarji prečkali Nil. Njihova predhodnica pod vodstvom grofa Roberta I. Artoiškega je prva prispela na nasprotni breg in takoj napadla tabor egiptovske vojske pred mestnim obzidjem. Fahr ad-Din naj bi se takrat ravno kopal. Naglo se je oblekel in se brez oklepa postavil na čelo svojih čet. Njegova vojska je bila poražena, on sam pa je v bitki padel.
Po njegovi smrti je njegova vojska pobegnila z bojišča. To je spodbudilo grofa Artoisa, da je napadel mesto, saj so bila mestna vrata še odprta. Križarji so se ujeli v nastavljeno past. Poročnik Rukn ad-Din Baibars je za njimi zaprl mestna vrata in jih v uličnih bojih večino pobil.
O Fahr ad-Dinu sta med drugimi poročala zgodovinarja Ibn Vasil in al-Makrizi. Slednji je poročal, da so se po novici o smrti Fahr ad-Din Jusufa v noči na 8. februar 1250 v njegovo čast odprla mestna vrata Kaira.

## Opomba
1. ↑  Biograf in križar Jean de Joinville je Fahr ad-Dina med bitkami ob obali Egipta ilel za sultana, ker je nosil zlat oklep, ki se je svetil v sončnih žarkih. Po Joinvillu so križarji evakuacijo Damiette s strani Saracenov razložili s sultanovo smrtjo aradi bolezni.[1]

## Sklic
1. ↑  Joinville, II, §7, Založba  Ethel Wedgewood (1906).